# Mount Vernon (Nueva York)
Mount Vernon, fundada en 1892, es una ciudad ubicada en el condado de Westchester en el estado estadounidense de Nueva York. En el año 2000 tenía una población de 68 321 habitantes y una densidad poblacional de 5793 personas por km².
En esta localidad nació el actor Denzel Washington.

## Geografía
Según la Oficina del Censo, la ciudad tiene un área total de 15,7 km² (6,1 mi²), de la cual 11,3 km² (4,4 mi²) es tierra y 4,4 km² (1,7 mi²) (28.02%) es agua.

## Demografía
Según la Oficina del Censo en 2000 los ingresos medios por hogar en la localidad eran de $47,128, y los ingresos medios por familia eran $55,573. Los hombres tenían unos ingresos medios de $41,493 frente a los $37,871 para las mujeres. La renta per cápita para la localidad era de $24,827. Alrededor del 11.8% de la población estaban por debajo del umbral de pobreza.